# Trachycystis clifdeni
Trachycystis clifdeni es una especie de molusco gasterópodo de la familia Charopidae en el orden de los Stylommatophora.

## Distribución geográfica
Es endémica de Sudáfrica.

## Hábitat
Su hábitat natural son: Bosques áridos tropicales o subtropicales